# Alain Giroletti
Alain Giancarlo Giroletti Nardali (Caracas, Venezuela, 8 de septiembre de 1979) es un ex-futbolista venezolano. Jugaba de mediocampista y su último club fue el Deportivo Petare de la Primera División de Venezuela.

## Clubes
| Club                 | País      | Año         | PJ  | Goles |
| -------------------- | --------- | ----------- | --- | ----- |
| Deportivo Italchacao | Venezuela | 2004-2005   | 18  | 5     |
| Monagas Sport Club   | Venezuela | 2005-2006   | 22  | 0     |
| Aragua Fútbol Club   | Venezuela | 2006-2007   | 21  | 1     |
| Monagas Sport Club   | Venezuela | 2007        | 13  | 2     |
| Deportivo Italia     | Venezuela | 2008        | 15  | 1     |
| FC Matera            | Italia    | 2008        | 12  | 0     |
| Monagas Sport Club   | Venezuela | 2008-2009   | 9   | 0     |
| Deportivo Italia     | Venezuela | 2009 - 2010 | 24  | 1     |
| Deportivo Petare     | Venezuela | 2010 - 2014 | 104 | 5     |

### Competiciones
| Competición                           | PJ | Goles |
| ------------------------------------- | -- | ----- |
| Liga Venezolana                       |    |       |
| Copa Venezuela                        | 14 | 2     |
| Finales Primera División de Venezuela |    |       |
| Copa Libertadores                     | 3  | 0     |
| Copa Pre Libertadores                 | 2  | 0     |
| Copa Sudamericana                     | 2  | 0     |
| Copa Merconorte                       |    |       |
| Selección Nacional                    | 10 | 0     |
| Total en su Carrera                   |    |       |